# Okres Szolnok
Okres Szolnok (maďarsky Szolnoki járás) je jedním z devíti okresů maďarské župy Jász-Nagykun-Szolnok. Jeho centrem je město Szolnok, které je zároveň centrem celé župy.

## Sídla
V okrese se nachází celkem 18 měst a obcí.
Města
- Besenyszög
- Martfű
- Rákóczifalva
- Szolnok
- Újszász

Obce
- Csataszög
- Hunyadfalva
- Kőtelek
- Nagykörű
- Rákócziújfalu
- Szajol
- Szászberek
- Tiszajenő
- Tiszasüly
- Tiszavárkony
- Tószeg
- Vezseny
- Zagyvarékas